# Poblados dirigidos
Los poblados dirigidos fueron una iniciativa urbanística en Madrid para la construcción de casas a bajo coste, realizada en los años cincuenta en respuesta a la creciente llegada de inmigrantes procedentes del entorno rural a la ciudad. La iniciativa se enmarcaba dentro del Plan Nacional de la Vivienda del año 1955 y en ella tomaron parte un grupo de arquitectos al despertar de la arquitectura moderna en España. La iniciativa concedía la capacidad autoconstructiva de las viviendas de baja altura a los propietarios, siempre bajo la tutela de los técnicos del Instituto Nacional de la Vivienda a través de la Gerencia de Poblados Dirigidos.
Entre 1956 y 1966 se construyeron 12 poblados dirigidos en Madrid en las zonas de Caño Roto, Entrevías, Orcasitas, Canillas, Manoteras y Almendrales, y en total alcanzaron la suma de 60.000 viviendas.En Bilbao también se construyó el poblado dirigido de Ocharcoaga siguiendo las directrices de los poblados dirigidos de Madrid.

## Historia
El efecto llamada que desde la ciudad se realizaba recaía sobre el mundo rural provocando una gran cantidad de afluencia de campesinos a la ciudad. Esta población a mediados de la década de los años cincuenta se instalaba en la periferia de Madrid creando los primeros núcleos chabolistas.En 1954 la cantidad de familias que vivían en chabolas era abrumadora, el 16 por 100 de las viviendas del municipio eran chabolas y se calcula que en ellas vivía el 20 por 100 de la población. Esta situación se daba también en otras capitales industriales como Barcelona, Hospitalet de Llobregat o Bilbao. 
El 14 de mayo de 1954 se publicó un decreto-ley que encargaba al INV la ordenación del llamado Plan Sindical de la Vivienda en el que la Obra Sindical del Hogar debía construir veinte mil nuevas viviendas de “tipo social” cada año, y en que llegaría a construir una media de diez mil anuales según el historiador Carlos Sambricio. La tipología de "vivienda social" se definía en dos tipos de vivienda, la de renta mínima con menos de 42 metros cuadrados y la de renta reducida para familias con mayor poder adquisitivo de menos de 100 metros cuadrados. Todas las familias que se acogieran al plan de la OSH tenían que estar inscritas en el Sindicato Vertical, el sindicato único establecido por el régimen que incluía tanto a trabajadores como a patronal, lo que excluía a la mayoría de chabolistas que no tenían un trabajo fijo y no podían estar afiliados. 
La OSH edificó para el Plan Sindical 113.000 viviendas entre su creación en 1939 y el Plan de Estabilización de 1959. De estas, dos tercios se edificarían entre el 54 y el 59, y durante estos años se experimentó con distintos tipos de urbanizaciones dirigidas a eliminar los barrios de chabolas. Junto con la Comisaría de Ordenación Urbana de Madrid se construyeron distintos tipos de poblados o urbanizaciones con características distintas que fueron los poblados de absorción y los más precarios poblados mínimos de absorción, sus herederas las unidades vecinales de absorción (UVA), los poblados agrícolas y los poblados dirigidos.

### Primeros intentos
El Instituto Nacional de la Vivienda intentó frenar la afluencia, pero finalmente tuvo que aceptar el problema, se crearon los poblados de absorción dedicados a absorber población de áreas diseminadas y caracterizados por la baja calidad constructiva.  Algunos ejemplos de este tipo de bloques de viviendas son el grupo experimental de Villaverde, poblados de absorción Fuencarral A y de Francisco Javier Sáenz de Oiza y Alejandro de la Sota Martínez respectivamente, la unidad vecinal de absorción de Hortaleza, en Vallecas-2.ª fase de La-Hoz, o en Villaverde de Núñez y Zuazo.
Se creó la Comisaría de Ordenación Urbana de Madrid (COUM), dirigida por Carlos Trías, ofreciendo periodos de amortización de cincuenta años, en los que las cuotas mensuales resultaban ser muy pequeñas. Sin embargo, a la firma del contrato, se debía abonar el 20% del precio de la vivienda, algo imposible para la gran mayoría de los demandantes. La solución autoconstructiva parecía ser la única viable en este periodo autárquico.
Para facilitar la financiación de las viviendas se crearon cooperativas de chabolistas que, asistidos por técnicos de construcción, vigilaban las labores constructivas que los propios dueños realizaban. Los trabajos más específicos requerían de la contratación de empresas especializadas que solían preparar el trabajo de las cuadrillas. Las cuadrillas compuestas de los propios chabolistas se componían de un par de decenas de personas que trabajaban los fines de semana: se denominaban los domingueros por este hábito. El valor de la mano de obra empleada por los futuros inquilinos en la construcción de las viviendas podía llegar a suplir un 20% del valor total de la vivienda, y el resto se pagaba en un plazo de 50 años el resto se financiaba median te un anticipo sin interés del Instituto Nacional de la Vivienda. 

### Ejecución
El primero de los poblados dirigidos fue el de Entrevías, diseñado en 1956, situado en uno de los asentamientos informales más densamente poblados de la capital: El Pozo del Tío Raimundo. El arquitecto Francisco Javier Sáenz de Oiza diseña un poblado con viviendas de 60 metros cuadrados de superficie construida, con una fachada de 3'60 metros y la escalera construida en el exterior del edificio paralela a la fachada.
En 1956 se iniciaban las obras de los poblados de Fuencarral (diseño del arquitecto Luis Romany), Canillas (diseño de Luis Cubillo de Arteaga inspirado en el neoplasticismo holandés y del arquitecto Arne Jacobsen) y Orcasitas (diseño de Rafael Leoz y Joaquín Ruiz Hervás inspirándose en los modelos espina de pez de Hilberseimer para Chicago). 
El 18 de julio de 1956 se inauguraron los poblados de Fuencarral A de Francisco Javier Sáenz de Oiza y Fuencarral B de Alejando de la Sota. Los bloques de Orcasitas estuvieron edificados hasta 1984 en el que problemas con las arcillas expansivas empleadas agrietaron estructuras vitales.
En 1957 se planificaron dos nuevos poblados dirigidos: Manoteras (diseño de Manuel Ambrós Escanellas) y Caño Roto (de José Luis Íñiguez de Onzoño y Antonio Vázquez de Castro), a la vez que se comenzaba a proyectar Almendrales (en un trabajo coordinado de Javier Carvajal, José María García de Paredes y José Antonio Corrales y Ramón Vázquez Molezún). El de Manoteras comenzó a construirse en 1958. El poblado de Caño Roto se convirtió en el paradigma de las soluciones constructivas posteriores al incluir servicios sociales y religiosos en la construcción y se estructuró combinando grupos de edificios de vivienda colectiva compuestos por torres de seis plantas y bloques de cuatro a seis alturas.

### Evolución posterior
El empleo de materiales de baja calidad debido a las carencias de la época ha causado con el tiempo el derribo preventivo de algunas de las viviendas. En otras ocasiones el excesivo idealismo de los arquitectos no atendió a la los usos de la vida cotidiana de los habitantes, sufriendo habituales cambios estructurales a algunos de los edificios. Algunos poblados no existen como es el caso del Orcasitas. Debido a la mala calidad de la construcción de los poblados la mayoría de ellos se derribaron como mucho 40 años después en la Operación de Remodelación y Realojamiento de Barrios de Madrid entre los años 1977 y 1986.
En muchas ocasiones las barriadas se tuvieron que remodelar completamente a los pocos años debido a la mala calidad de los materiales de construcción. Debido a la acentuación de la emergencia social durante la década de los años 50 organizaciones católicas como Cáritas tomaron cada vez mayor protagonismo en los barrios marginales construyendo escuelas a la vez que parroquias, las cuales tomarían más adelante la función de centro cultural o lugar de asamblea para reivindicar mejoras en los barrios.

## Características
La idea principal de estos poblados era la modulación, la modulación del espacio permitía un abaratamiento de costes, a la vez que permitía el desarrollo del estilo constructivo de la época. En la mayoría de urbanizaciones públicas los edificios estaban pensados con el ladrillo como base, por ser elemento resistente y para facilitar el mantenimiento. Las viviendas tenían superficies de entre 36 y 60 metros cuadrados, con habitaciones pequeñas, sala que hacía de comedor y vestíbulo, dormitorios, cocina y aseo.
Desde el INV también se diseñó una línea de mobiliario creado para la vivienda social calificado como “Tipo INV”, de estilo racionalista y pensado para ser producido en masa, pero los inquilinos se quejaban de que este tipo de muebles era "mobiliario burgués" que no se adecuaba a sus necesidades. En 1961 la Dirección General de Arquitectura,a través de la Exposición Permanente e Información de la Construcción (EXCO), realizó un concurso en Madrid llamado Concurso de muebles para viviendas económicas, en el que se presentaron propuestas de arquitectos como Javier Carvajal Ferrer, Rafael Moneo o Equipo 57.  
A nivel urbanístico seguían el esquema de la manzana Radburn, con una mezcla de bloques de 4 o 5 plantas y viviendas unifamiliares de 1 o 2 plantas. Los bloques de viviendas se colocaban en el perímetro, y las viviendas unifamiliares y los equipamientos en el interior de las manzanas. La posición de los edificios debía implicar el mínimo movimiento de tierras, adaptando los edificios a las curvas de nivel si las hubiera y buscando una orientación hacia el Sudeste.
Estos poblados de viviendas de promoción pública constaban de viviendas de tamaño reducido, calidades constructivas pésimas, cimentaciones insuficientes en el caso de que las tuvieran y se levantaban en terrenos inadecuados como arcillas expansivas, etc.